# Synsphyronus marinae
Espèce
Synsphyronus marinae est une espèce de pseudoscorpions de la famille des Garypidae.

## Distribution
Cette espèce est endémique du Territoire du Nord en Australie. Elle se rencontre vers Wongalara.

## Description
Le mâle holotype mesure 3,30 mm et la femelle paratype 4,36 mm.

## Systématique et taxinomie
Cette espèce a été décrite par en Cullen & Harvey, 2021.

## Étymologie
Cette espèce est nommée en l'honneur de Marina Cheng.

## Publication originale
- Cullen & Harvey, 2021 : « New species of the pseudoscorpion genus Synsphyronus (Pseudoscorpiones: Garypidae) from Australia. » Records of the Western Australian Museum, vol. 36, p. 33–65 (texte intégral).